# Elmira Mirzoïeva
Elmira Mirzoïeva est une joueuse d'échecs russe puis britannique née le 2 novembre 1981. Elle a le titre de grand maître international féminin.
Au 1er août 2025, elle est la quatrième joueuse britannique avec un classement Elo de 2 282 points.

Mirzoïeva remporte le championnat d'Angleterre féminin 2024.
Elle est également championne de Grande-Bretagne en 2025. 